# Ulundia madagascariensis
Ulundia madagascariensis är en insektsart som först beskrevs av Victor Antoine Signoret 1860.  Ulundia madagascariensis ingår i släktet Ulundia och familjen Flatidae. Inga underarter finns listade i Catalogue of Life.